# La Ville des silences
Pour plus de détails, voir Fiche technique et Distribution.
La Ville des silences, ou Un flic pourri est un film français réalisé par Jean Marbœuf sorti en 1979.

## Synopsis
Creuzeville, une petite ville très provinciale. Arrive un étranger. C'est un détective privé (Jean-Pierre Cassel). A Creuzeville, sur laquelle règne une vieille famille d'industriels, un meurtre vient d'être commis, bientôt suivi par d'autres. Continuant à disséquer les mobiles et les personnages, le détective fait tomber les masques un à un. Et, peu à peu, la peur et la violence s'installent dans la petite ville.

## Fiche technique
- Réalisateur : Jean Marbœuf
- Scénario : Jean Marbœuf, d'après l'œuvre de Martin Meroy
- Photographie : Ken Legargeant
- Maquillage : Marie-José Cahanin
- Musique : Jean-Pierre Doering, Karl-Heinz Schäfer et Igor Stravinsky
- Son : Alain Coiffier
- Montage : Anne-France Lebrun
- Durée : 100 min
- Visa CNC Numéro 50617 : Interdit aux moins de 12 ans
- Date de sortie :
  - France : 14 novembre 1979

## Distribution
- Jean-Pierre Cassel : Paul Briand, le privé
- Michel Galabru : Nathan Farijacque
- Jean-Marc Thibault : le chômeur
- Claire Maurier : Muriel, la châtelaine
- Michel Duchaussoy : François Lestin
- Denis Manuel : le directeur du casino
- Pierre Doris : le commissaire
- Evelyne Buyle : la femme entretenue
- Amélie Prévost : Julie
- Vincent Gauthier : Thomas
- Bernard Lavalette : Faranger
- Alexandre Rignault : le PDG de la société
- Michèle Simonnet : Véra
- Maitena Galli : la prostituée
- Patrick Laval : le commissaire de Paris
- Jacques Chailleux : le veilleur de nuit
- Jacques Canselier : le p'tit tueur
- Pierre Bonnet, Jean Rupert et François Sayad : les associés

## Production

### Lieux de tournage
La ville Creuzeville, ainsi que l'entreprise fictive "Mahu & Co" n'existent pas. Le film a été tourné à La-Charité-sur-Loire, située dans le département de la Nièvre, en région Bourgogne-Franche-Comté.